# مایک راوندز
مایک راوندز (انگلیسی: Mike Rounds؛ زادهٔ ۲۴ اکتبر ۱۹۵۴) سیاستمدار اهل ایالات متحده آمریکا است که به مدت دو دوره فرمانداری داکوتای جنوبی را برعهده داشته است. راوندز با پیروزی در انتخابات سنای ایالات متحده در داکوتای جنوبی در نوامبر ۲۰۱۴ به عنوان سناتور برگزیده شد.